# ميخائيل جيمس رولاند
ميخائيل جيمس رولاند (بالإنجليزية: Michael James Rowland)‏ هو مخرج أسترالي، ولد في 15 يناير 1964.

## وصلات خارجية
- ميخائيل جيمس رولاند على موقع IMDb (الإنجليزية)
- ميخائيل جيمس رولاند على موقع قاعدة بيانات الفيلم (الإنجليزية)